# Cryptographie sur les courbes hyperelliptiques
La cryptographie sur les courbes hyperelliptiques est semblable à la cryptographie sur les courbes elliptiques. Une courbe hyperelliptique est un objet de géométrie algébrique comportant une loi de groupe appropriée afin d'obtenir un groupe abélien sur lequel les opérations arithmétiques sont appliquées.
L'usage des courbes hyperelliptiques en cryptographie date de 1989 et est dû à Neal Koblitz. Bien qu'elles aient été introduites seulement trois ans après la cryptographie sur les courbes elliptiques, peu de cryptosystèmes implémentent les courbes hyperelliptiques parce que l'implémentation de l'arithmétique n'est pas aussi efficace que celles des courbes elliptiques ou de la factorisation (RSA). Puisque l'arithmétique sur les courbes hyperelliptiques est plus compliquée que celle sur les courbes elliptiques, un cryptosystème bien implémenté et basé sur les courbes hyperelliptiques peut être plus sûr que les cryptosystèmes basés sur les courbes elliptiques, pour une même dimension de clé.
Les courbes hyperelliptiques sont typiquement de forme {\displaystyle y^{2}=f(x)} où le degré de {\displaystyle f} est 5 (pour une courbe hyperelliptique de genre 2) ou 7 (pour un genre de 3).